# Volant (Pennsylvanie)
Volant est une localité américaine située dans le comté de Lawrence, en Pennsylvanie. Elle est traversée par la Neshannock Creek.